# Arcole
Arcole és un comune (municipi) de la província de Verona, a la regió italiana del Vèneto.
A 1 de gener de 2020 la seva població era de 6.354 habitants.
Arcole limita amb els següents municipis: Belfiore, Lonigo, San Bonifacio, Veronella i Zimella.